# Макарский, Василий Дмитриевич
Василий Дмитриевич Макарский (род. 17 января 1999 года) — российский батутист, чемпион Мира 2021 года в личном зачёте, трёхкратный чемпион Мира в командном зачёте, двухкратный чемпион Европы в командном зачёте.

## Карьера
На чемпионате мира 2017 года в Софии стал чемпионом мира в командном зачёте. Через два года повторил успех на  чемпионате мира 2019 года в Токио, а  на чемпионате мира 2021 года первенствовал как в командном, так  и в личном зачёте.  
В 2015 году стал мастером спорта. 
В 2022 году получил спортивное звание Заслуженный мастер спорта России  
Выпускник РГУФКСМиТ.